# Campeonato Mundial de Esquí Alpino de 1936
El VI Campeonato Mundial de Esquí Alpino se celebró en la localidad alpina de Innsbruck (Austria) en 1936 bajo la organización de la Federación Internacional de Esquí (FIS) y la Federación Austriaca de Esquí.

## Resultados

### Masculino
| Evento    | Oro                       | Plata                          | Bronce                       |
| --------- | ------------------------- | ------------------------------ | ---------------------------- |
| Descenso  | Rudolf Rominger · Suiza · | Giacinto Sertorelli · Italia · | Heinz von Allmen · Suiza ·   |
| Eslalon   | Rudolf Matt · Austria ·   | Eberhard Kneissl · Austria ·   | Rudolf Rominger · Suiza ·    |
| Combinado | Rudolf Rominger · Suiza · | Heinz von Allmen · Suiza ·     | Eberhard Kneissl · Austria · |

### Femenino
| Evento    | Oro                          | Plata                      | Bronce                       |
| --------- | ---------------------------- | -------------------------- | ---------------------------- |
| Descenso  | Evelyn Pinching Reino Unido  | Elvira Osirnig · Suiza ·   | Nini Arx-Zogg · Suiza ·      |
| Eslalon   | Gerda Paumgarten · Austria · | Evelyn Piching Reino Unido | Greta Weickert · Austria ·   |
| Combinado | Evelyn Piching Reino Unido   | Elvira Osirnig · Suiza ·   | Gerda Paumgarten · Austria · |

## Medallero
| Núm. | País        | Oro | Plata | Bronce | Total |
| ---- | ----------- | --- | ----- | ------ | ----- |
| 1    | Suiza       | 2   | 3     | 3      | 8     |
| 2    | Austria     | 2   | 1     | 3      | 6     |
| 3    | Reino Unido | 2   | 1     | 0      | 3     |
| 4    | Italia      | 0   | 1     | 0      | 1     |
|      | TOTAL       | 6   | 6     | 6      | 18    |